# Hôtel de Neuwiller
L'hôtel de Neuwiller est un monument historique situé à Strasbourg, dans le département français du Bas-Rhin.

## Localisation
Ce bâtiment est situé au 4, quai de Paris à Strasbourg.

## Historique
L'édifice fait l'objet d'une inscription au titre des monuments historiques depuis 1985.

## Galerie
|                                |
| Façade et toiture sur le quai. |

|                                         |
| Balcon avec garde-corps en ferronnerie. |

|                                |
| Portail d'entrée avec vantail. |

|                   |
| Passage d'entrée. |

|                         |
| Escalier à garde-corps. |

|                                                   |
| Façade et toiture sur cour de l'aile postérieure. |

|                                           |
| Façade et toiture sur cour de l'aile sud. |

|                                            |
| Porte d'entrée avec vantail de l'aile sud. |

|                                            |
| Façade et toiture sur cour de l'aile nord. |

|                                             |
| Porte d'entrée avec vantail de l'aile nord. |